# Vad vinden sår (film, 1999)
Vad vinden sår (engelska: Inherit the Wind) är en amerikansk TV-film från 1999 i regi av Daniel Petrie. Filmen är baserad på Jerome Lawrence och Robert Edwin Lees pjäs Inherit the Wind från 1955. I huvudrollerna ses Jack Lemmon och George C. Scott. Scott som i filmen spelar Brady hade tidigare spelat Drummond, i Broadwayuppsättningen av pjäsen år 1996. Detta blev hans sista filmroll. 
Pjäsen hade tidigare filmats 1960 med Spencer Tracy i rollen som Drummond och med Fredric March i rollen som Brady. Den har även filmats 1965 för TV med Melvyn Douglas som Drummond och Ed Begley som Brady och återigen 1988 med Jason Robards som Drummond och Kirk Douglas som Brady. 

## Rollista i urval
- Jack Lemmon – Henry Drummond (baserad på Clarence Darrow)
- George C. Scott – Matthew Harrison Brady (baserad på William Jennings Bryan)
- Beau Bridges – E.K. Hornbeck (baserad på H.L. Mencken)
- John Cullum – domare Merle Coffey
- Lane Smith – pastor Brown
- Tom Everett Scott – Bertram T. Cates (baserad på John Scopes)
- Kathryn Morris – Rachel Brown
- Piper Laurie – Sara Brady